# زهفيركا (لفيفسكا)
زهفيركا (Жвирка) هي مدينة في مقاطعة لفيفسكا في أوكرانيا.
يبلغ عدد سكانها حوالي 3572   نسمة.